# Кремлёвская набережная
Кремлёвская на́бережная — набережная Москвы-реки у стен Кремля. Расположена между улицей Ленивка и Васильевским спуском Красной площади. Первая каменная набережная в Москве.

## История

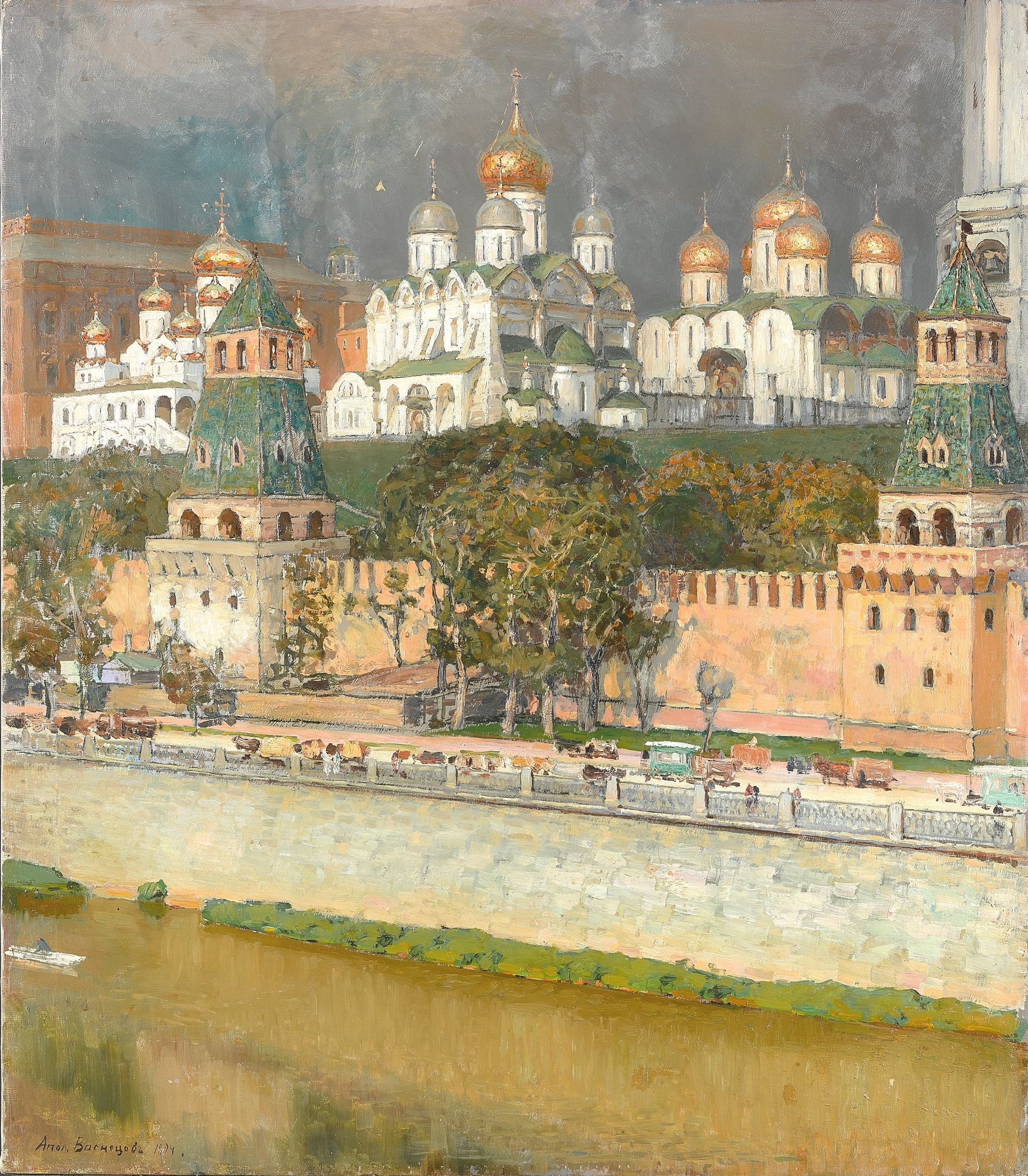
А. М. Васнецов. «Московский Кремль. Соборы». 1894. Холст, масло. 90 × 79. Государственная Третьяковская галерея, Москва.

Ещё в XII—XIV веке под стенами Кремля в неглубокой части Москвы-реки находился брод. Около брода пересекались две дороги, одна из которых, идущая вдоль реки, превратилась в современную Кремлёвскую набережную. В XIV веке стена деревянного Кремля прошла вдоль самой реки, а на месте брода был построен бревенчатый мост. К концу XV века с возведением кирпичных стен и башен Кремля, расположенных ещё ближе к реке, дорога вдоль реки была застроена, а мост перенесён вниз по реке, на место напротив современной Красной площади.
В конце XV века берега реки очищаются от застройки, а в 1687—1693 годах возводится Большой Каменный мост. Для отражения (несостоявшегося) шведского нашествия в 1707—1708 годах на берегу реки были построены земляные валы и бастионы. С переводом в 1713 году столицы в Петербург, набережная превратилась в место свалки мусора, которая оставалась там до 1795 года.
В 1770-х годах набережная была обшита брёвнами по проекту В. И. Баженова. После наводнения 1786 года возникла идея укрепления берега реки и облицовки его камнем. В 1790-х годах Кремлёвская набережная по проекту М. Ф. Казакова была вновь освобождена от строений, по ней был устроен сквозной проезд, берег укреплён камнем, посажены деревья.
При сносе в 1819 году бастионов XVIII века земля была использована на подсыпку набережной, на которой посадили два ряда деревьев.
В 1872 году для Политехнической выставке на набережной был построен грандиозный застеклённый Морской павильон, простоявший несколько лет, там же на набережной прошло торжественное открытие выставки.
В конце XIX века по набережной прошла конка, которую в начале XX века сменил трамвай Бульварного кольца («Аннушка»).

## Современность
Современный вид с гранитной отделкой наклонной подпорной стенки набережная приобрела в 1936 году (проект И. А. Француза). Большей частью Кремлёвская набережная проходит вдоль стены Кремля, мимо Водовзводной, Благовещенской, Тайницкой, 1-й и 2-й Безымянных, Петровской и Беклемишевской (Москворецкой) башен. Между проезжей частью набережной и кремлёвской стеной посажены липы.
На набережную также выходят Александровский сад и палаты Зотова (№ 1/9,  — усадебный ансамбль XVIII—XIX веков с флигелями XVIII — первой трети XIX веков; здание до 2016 года занимала Российская книжная палата).
Возле Александровского сада на набережной расположено старое устье убранной в трубу реки Неглинки.

## Фотогалерея

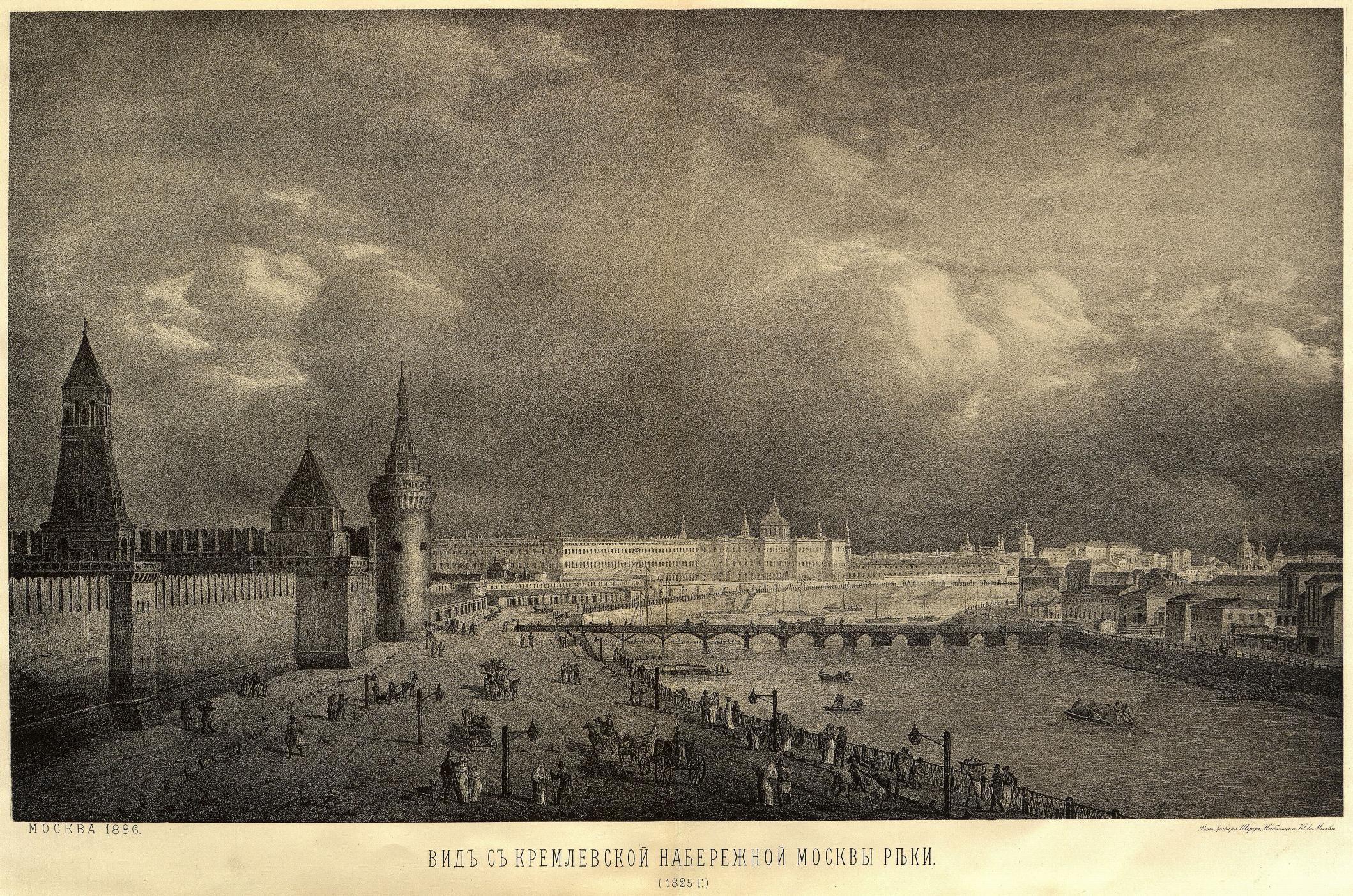
Вид с Кремлёвской набережной Москвы-реки. Гравюра 1825 г.
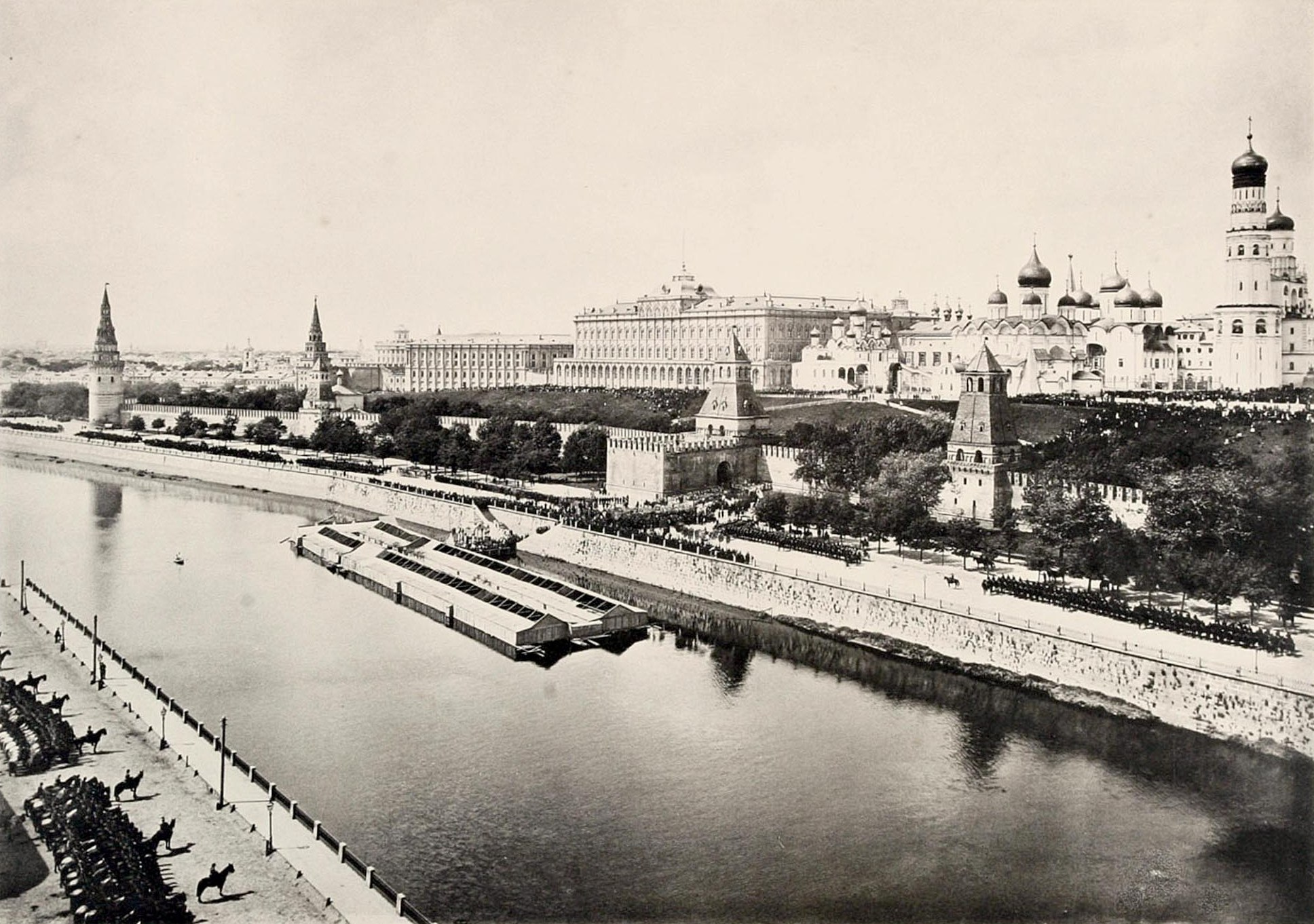
Набережная в дни празднования 900-летия крещения Руси, 1888 г.
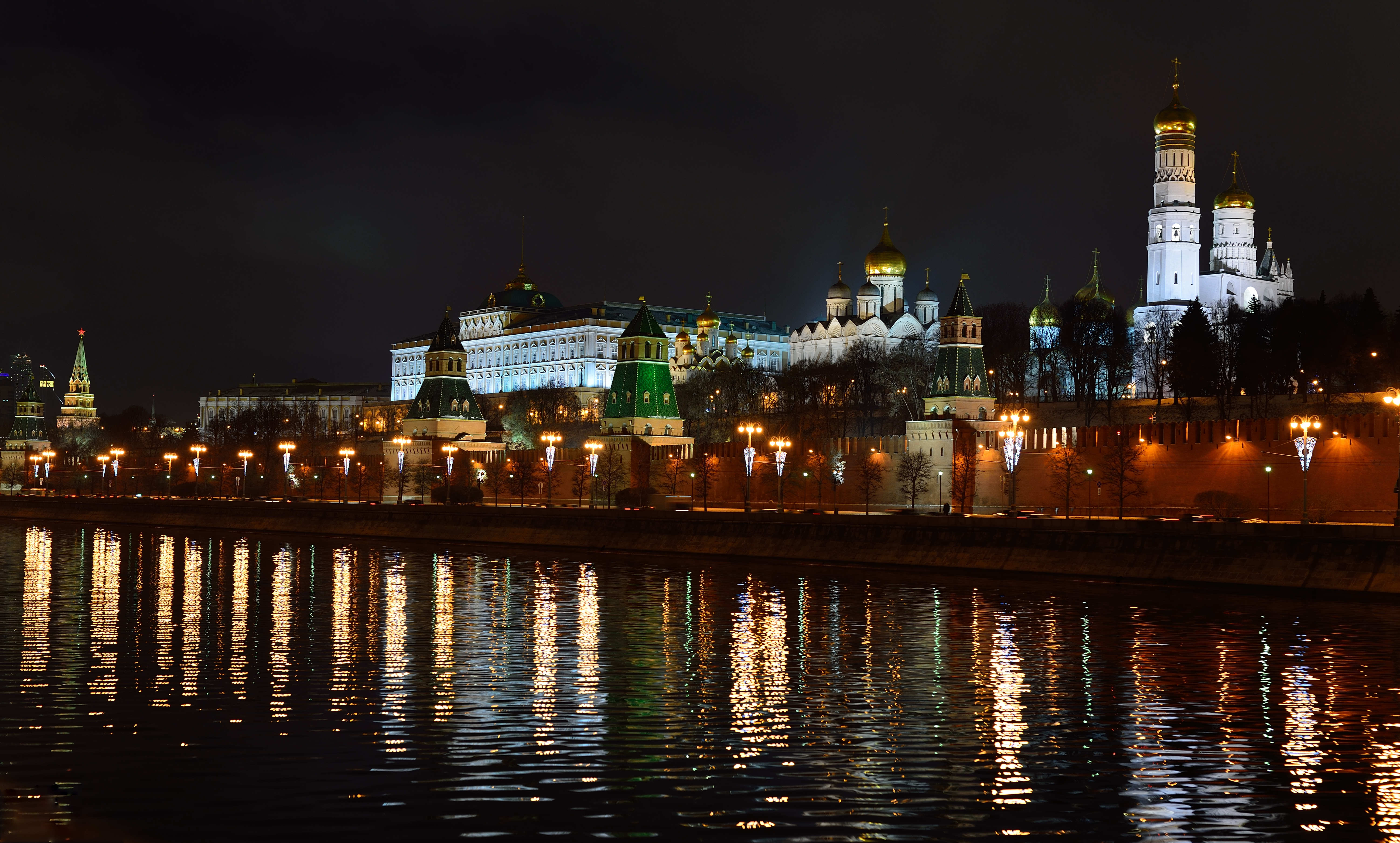
Река Москва и Кремлёвская набережная. Ночной вид
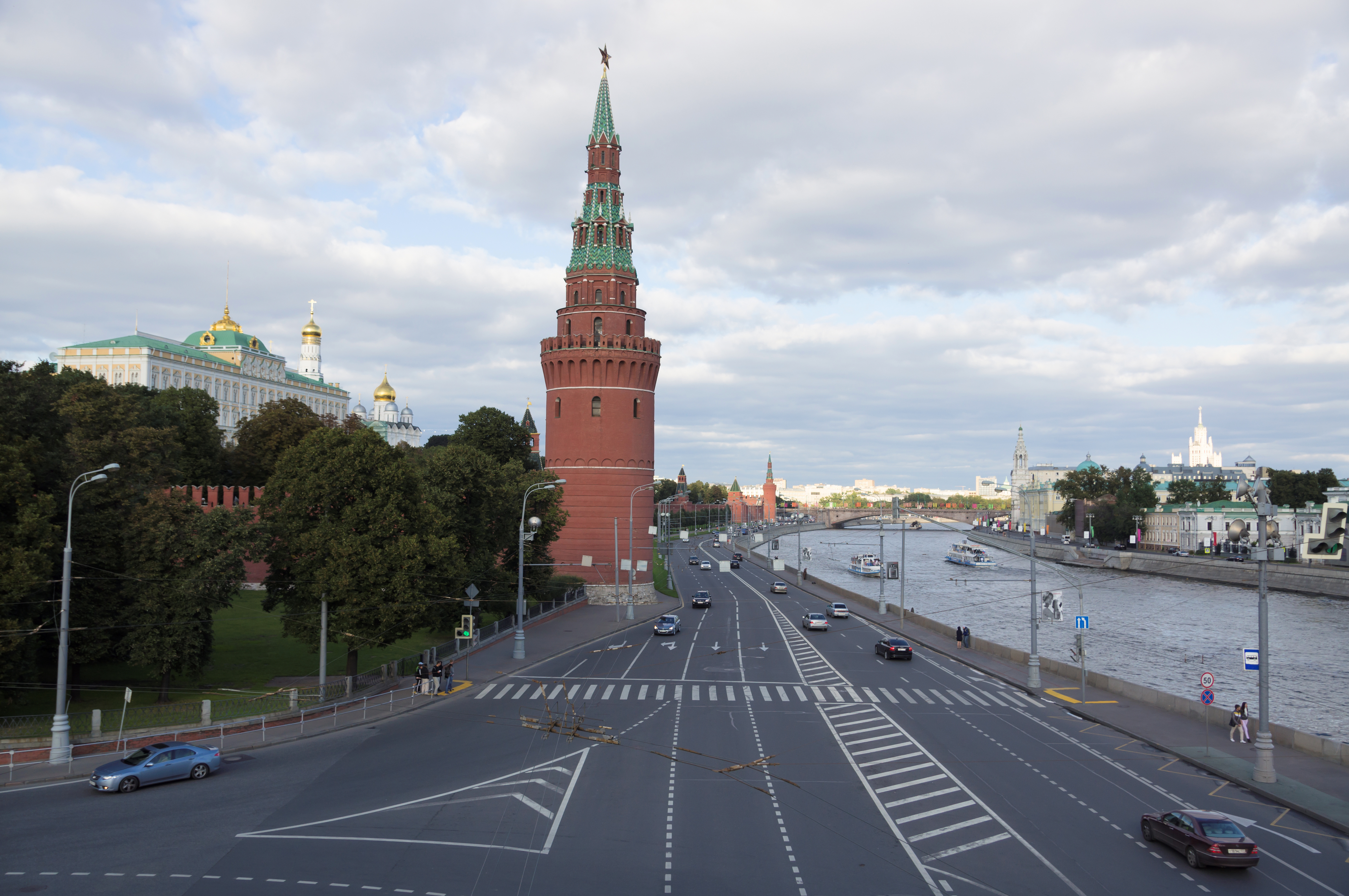
Кремлёвская набережная у Водовзводной и Благовещенской башен
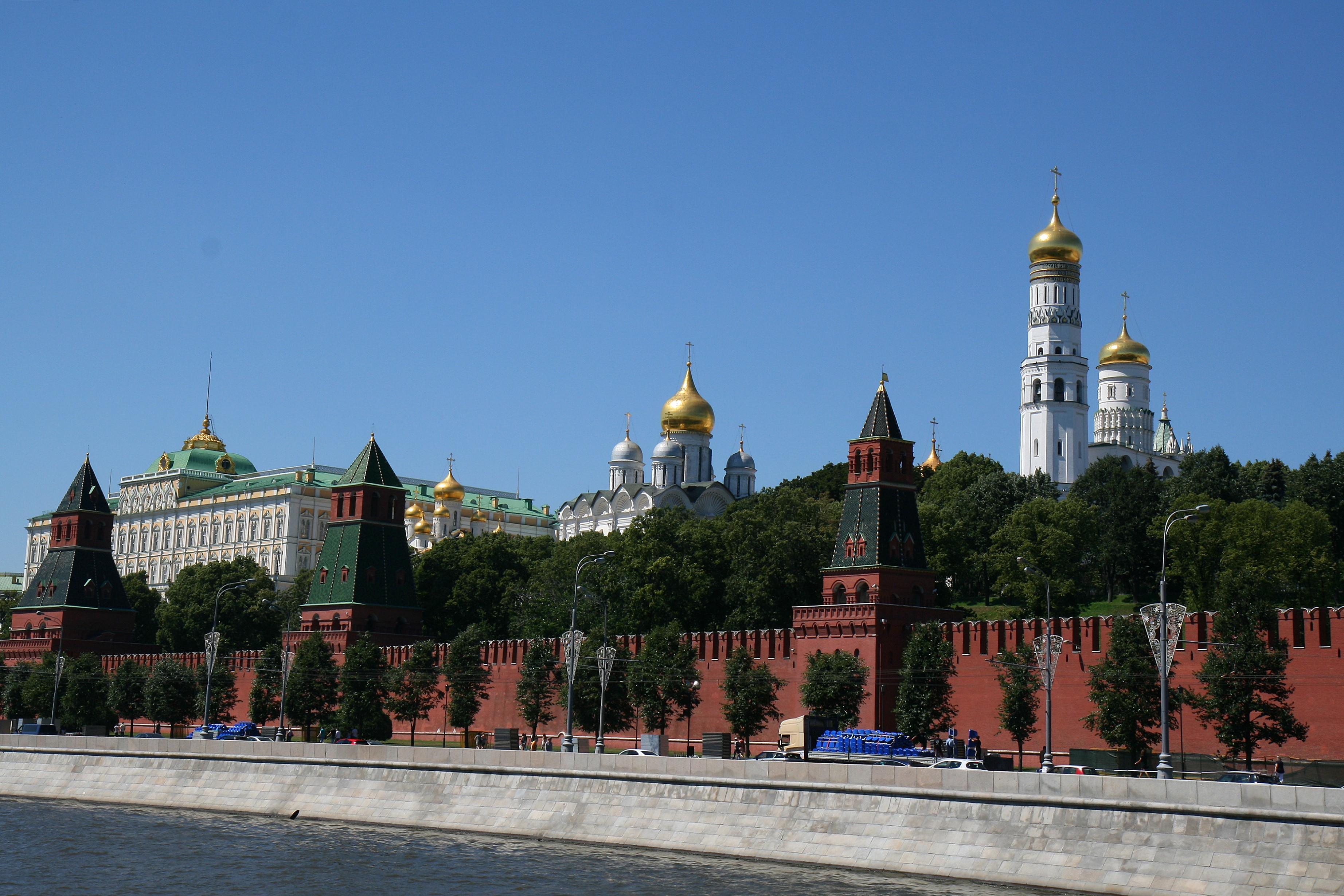
Кремлёвская набережная у Тайницкой и двух безымянных башен
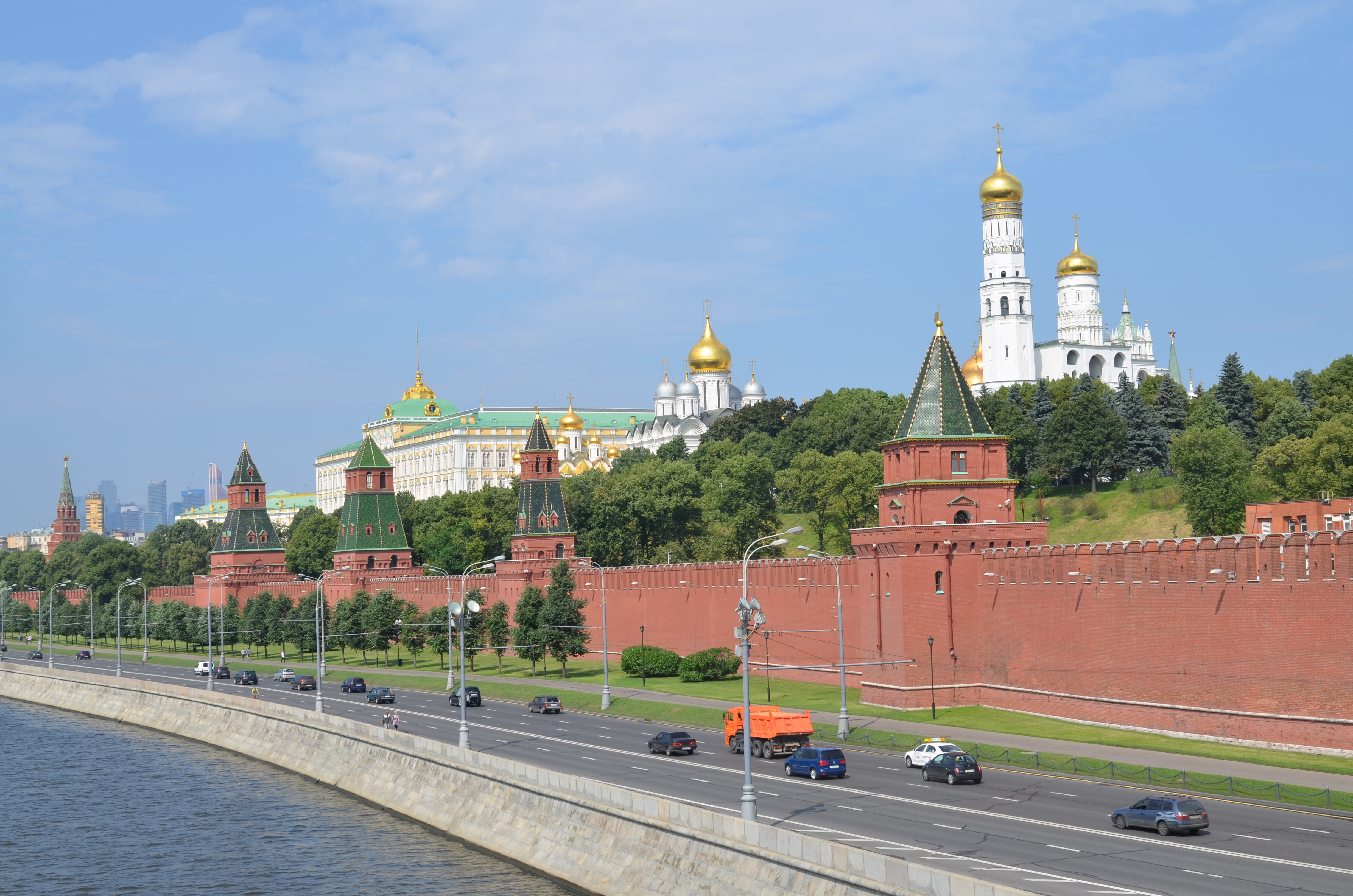
Кремлёвская набережная у Благовещенской, Тайницкой и безымянных башен
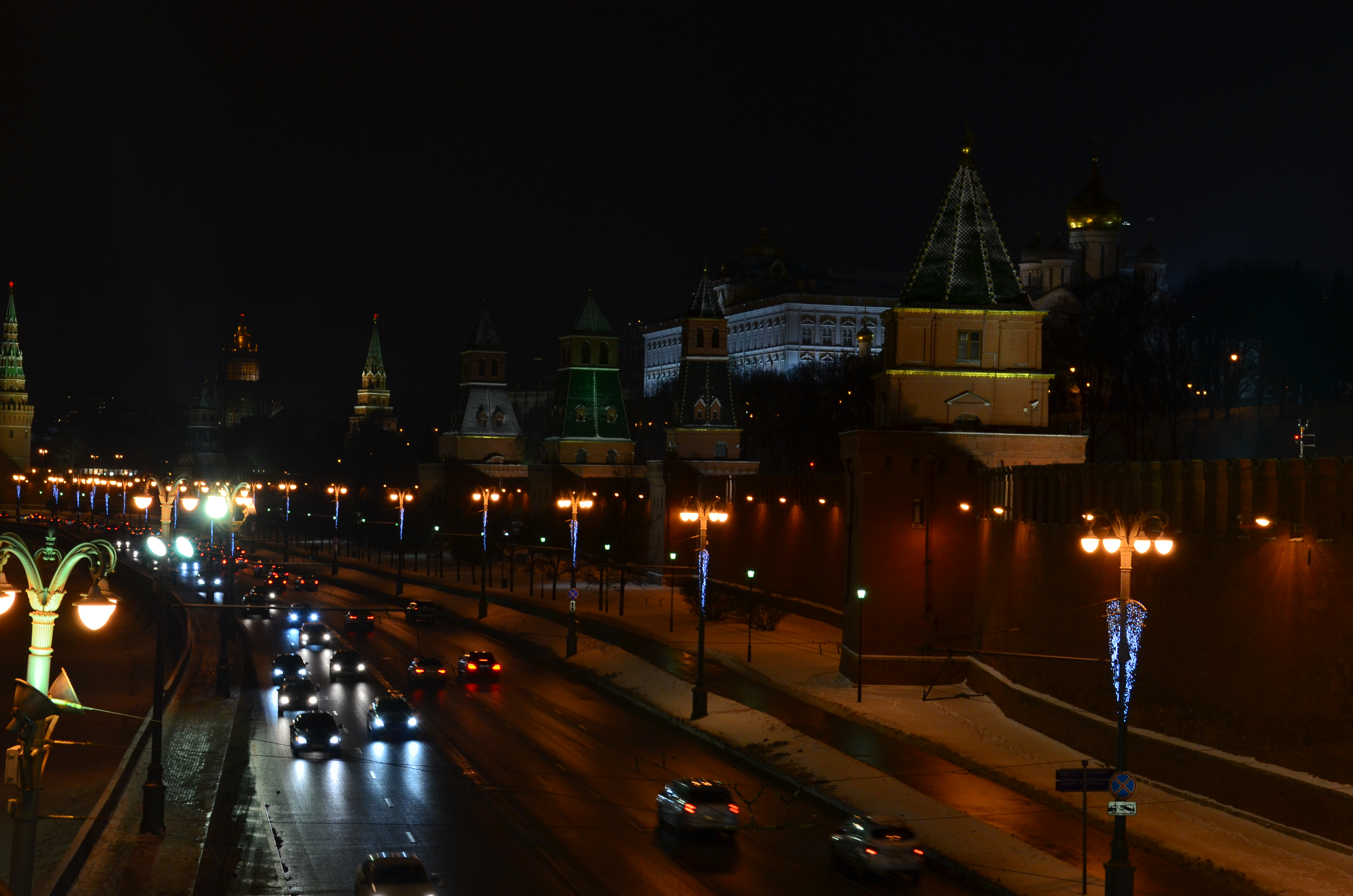
Кремлёвская набережная ночью